# 飛來山假金星介
飛來山假金星介（学名：Pseudoeucypris feilaishania）为金星介科假金星介屬下的唯一現生物种。

## 外部連結
- 維基物種上的相關：飛來山假金星介